# St. Stefan (Wollersdorf)
St. Stefan war eine nach dem heiligen Märtyrer Stephanus benannte Kirche in Wollersdorf im Landkreis Ansbach. Die Kirche stand auf der Kuppe über dem Hof mit den Haus-Nummern 11 und 12.

## Geschichte
Erstmals namentlich erwähnt wurde die Kirche in einer Liste der Kirchweihen des Eichstätter Bischofs Otto (1192/96). 1266 ging die Kirche in den Besitz des Klosters Heilsbronn über.
Aus dem Salbuch zu dem Hof Nr. 12 geht hervor, dass dieser ursprünglich Pfarrpfründe für das „Gottshauß Sant Stephani“ abgab, woraus man schließen kann, dass die Wollersdorfer Kirche wenigstens zeitweise eine Pfarrkirche gewesen sein muss. Unterstrichen wird dies auch durch eine Messbuchnotiz des 26. Abts Wenk aus dem Jahr 1529 im Zusammenhang mit Zehntstreitigkeiten:

„Der Musselische Unterthan in Wollersdorf ist schuldig, dem Pfarrer in Weißenbronn den Zehnten zu geben; denn in dem Wollersdorfer Meßbuch stand: ‚Zu merken, wie ein jeglicher Pfarrer zu Weißenbronn der Kirche zu St. Stephan in Wollersdorf zu thun verpflichtet ist: Über den andern Sonntag Messe halten und predigen; alle Christtage die Mittelmesse; ebenso über den andern Marien- und Aposteltag und Kirchweih und St. Stephans- und St. Leonhardstag; item die erste Beicht zu Wollersdorf, die zweite zu Weißenbronn. Er ist das zu thun verpflichtet, weil St. Stephan und die Kirche zu Wollersdorf die rechte Pfarrkirche ist gewesen und Weißenbronn eine Tochter. Da es sich nun traf, dass ein Pfarrer zwei Messen zu lesen hatte, zu Wollersdorf und Weißenbronn, so wollte dieses der Bischof von Eichstätt nicht mehr dulden. Darum hat ein Pfarrer zu Weißenbronn den Groß- und Kleinzehnten von Wollersdorf zu beziehen.‘“

Nach dem Dreißigjährigen Krieg verfiel die Kirche. 1716 wurden die Überreste bei der Restaurierung der Weißenbronner St.-Michaels-Kirche verwendet, 1738 für den Bau des Weißenbronner Pfarrhauses. 1780/81 wurden die letzten Steine verkauft.

## Fundstücke und Überreste aus der heutigen Zeit
1741 wurde eine Zeichnung angefertigt, auf der auch die damals noch bestehende Kirchenruine abgebildet wurde.
1910 wurden auf dem Grundstück des früheren Friedhofes in Wollerdorf etwa 20 Münzen aus dem 12. und 14. Jahrhundert gefunden. Diese Münzen „hatten den Prägestempel von Nürnberg, Amberg und Schwäbisch Hall: die Symbole Stern, Hand und Löwe. Das ungeläuterte Silber war stark kupferhaltig und mit Grünspan überzogen.“
Bei einer 2007 erfolgten Sondagegrabung fand sich ein Steinlage, die eine Weg- oder Platzpflasterung vor der Kirche gewesen sein könnte.